# Amina Anshba
Amina Anshba (nació el 9 de septiembre de 1999) es una tenista rusa.
Gabueva tiene un ranking de individuales WTA más alto de su carrera, No. 278, logrado el 16 de agosto de 2021. También tiene un ranking WTA más alto de su carrera, No. 84 en dobles, logrado el 9 de octubre de 2023.

## Títulos WTA (0; 0+0)

### Dobles (0)
| Leyenda              |
| Grand Slam (0)       |
| Juegos Olímpicos (0) |
| WTA Finals (0)       |
| WTA 1000 (0)         |
| WTA 500 (0)          |
| WTA 250 (0)          |

#### Finalista (2)
| N.º | Fecha               | Torneo  | Superficie    | Pareja           | Oponentes en la final            | Resultado |
| --- | ------------------- | ------- | ------------- | ---------------- | -------------------------------- | --------- |
| 1.  | 24 de julio de 2022 | Palermo | Tierra batida | Panna Udvardy    | Anna Bondár Kimberley Zimmermann | 3-6, 2-6  |
| 2.  | 30 de julio de 2023 | Lausana | Tierra batida | Anastasia Dețiuc | Anna Bondár Diane Parry          | 2-6, 1-6  |

## Títulos WTA 125s

### Dobles (2–1)
| Resultado | Fecha                    | Torneos       | Superficie    | Pareja           | Oponentes                         | Resultado           |
| --------- | ------------------------ | ------------- | ------------- | ---------------- | --------------------------------- | ------------------- |
| Finalista | 16 de julio de 2023      | Contrexéville | Tierra batida | Anastasia Dețiuc | Cristina Bucșa Alena Fomina-Klotz | 6-4, 3-6, [7-10]    |
| Campeona  | 20 de septiembre de 2023 | Liubliana     | Tierra batida | Quinn Gleason    | Freya Christie Yuliana Lizarazo   | 6-3, 6-4            |
| Campeona  | 4 de mayo de 2024        | Saint-Malo    | Tierra batida | Anastasia Dețiuc | Estelle Cascino Carole Monnet     | 7-6(7), 2-6, [10-5] |